# Atheta reformata
Atheta reformata är en skalbaggsart som beskrevs av Thomas Casey 1911. Atheta reformata ingår i släktet Atheta och familjen kortvingar. Inga underarter finns listade i Catalogue of Life.